# فيكتور لونا (لاعب كرة قدم)
فيكتور لونا (بالإسبانية: Víctor Luna Gómez)‏ هو لاعب كرة قدم كولومبي في مركز الدفاع، ولد في 28 أكتوبر 1959 في ميديلين في كولومبيا. شارك مع منتخب كولومبيا لكرة القدم. أما مع النوادي، فقد لعب مع أتلتيكو ناسيونال وأمريكا دي كالي.

## وصلات خارجية
- فيكتور لونا على موقع قاعدة بيانات كرة القدم.إي يو (الإنجليزية)
- فيكتور لونا على موقع ناشيونال فوتبول تيمز (الإنجليزية)